# كأس الإنتركونتيننتال 1961
بطولة كأس الإنتركونتيننتال 1961 هي البطولة الثانية بين نادي بينارول الفائز ببطولة كأس ليبرتادوريس 1961 ونادي بينفيكا الفائز ببطولة دوري أبطال أوروبا 1961. وفاز نادي بينارول باللقب لأول مرة.